# Trebonianus Gallus
Gaius Vibius Trebonianus Gallus (født 206, død august 253), kendt som Trebonianus Gallus, var romersk kejser i årene 251 – 253.

## Historie
Han blev født på Den Italiske halvø i en respekteret familie med forbindelser til senatet i Rom. Han fik to børn med sin kone Afinia Gemina Baebiana – Gaius Vibius Volusianus og Vibia Galla. Han bliver i 250 nomineret til guvernør af Moesien. Derom bliver han en vigtig person i kampen mod gotiske stammer fra Donau, og vinder derved status i hæren.